# 歐拉函數 (複變函數)
在數學上，歐拉函數的定義如下
{\displaystyle \phi (q)=\prod _{k=1}^{\infty }(1-q^{k})}

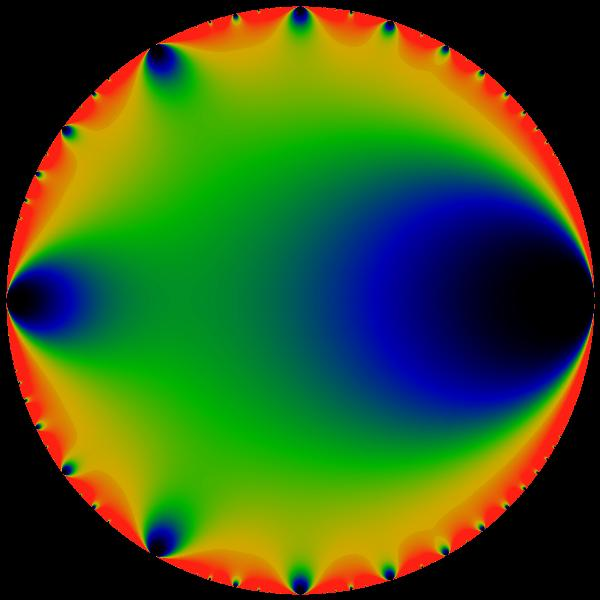
複數平面上歐拉函數φ的絕對值，黑色部份的值為0，紅黑色部份的值為4

此函數得名由萊昂哈德·歐拉。歐拉函數是典型的q級數及模形式函數，也是描述组合数学及複分析之間關係的典型範例。

## 性質
歐拉函數的的倒數{\displaystyle 1/\phi (q)}展開成形式幂級數，其對應的係數{\displaystyle p(k)}恰好是k的分割函數，亦即
{\displaystyle {\frac {1}{\phi (q)}}=\sum _{k=0}^{\infty }p(k)q^{k}}
其中{\displaystyle p(k)}為k的分割函數。
五邊形數定理是一個有關歐拉函數的恆等式，其定理如下：
{\displaystyle \phi (q)=\sum _{n=-\infty }^{\infty }(-1)^{n}q^{(3n^{2}-n)/2}.}
其中{\displaystyle (3n^{2}-n)/2}為廣義五邊形數。
依拉馬努金恆等式（Ramanujan identity），歐拉函數和戴德金η函數有以下的關係：
{\displaystyle \phi (e^{2\pi i\tau })=e^{\pi i\tau /12}\eta (\tau )}
上述二個函數都有模群下的對稱性。
歐拉函數可以用q阶乘幂表示：
{\displaystyle \phi (q)=(q;q)_{\infty }.}
歐拉函數的对数是其各乘項對數的和，每一項可以在q = 0處展開，得到
{\displaystyle \ln(\phi (q))=-\sum _{n=1}^{\infty }{\frac {1}{n}}\,{\frac {q^{n}}{1-q^{n}}},}
是係數為-1/n朗伯級數。因此歐拉函數的对数可以表示為
{\displaystyle \ln(\phi (q))=\sum _{n=1}^{\infty }b_{n}q^{n}}
其中{\displaystyle b_{n}=-\sum _{d|n}{\frac {1}{d}}=} -[1/1, 3/2, 4/3, 7/4, 6/5, 12/6, 8/7, 15/8, 13/9, 18/10, ...]（參照OEIS A000203 （页面存档备份，存于））
由於恆等式{\displaystyle \sigma (n)=\sum _{d|n}d=\sum _{d|n}{\frac {n}{d}}}（其中{\displaystyle \sigma (n)}為除數函數），上式可以寫成
{\displaystyle \ln(\phi (q))=-\sum _{n=1}^{\infty }{\frac {\sigma (n)}{n}}\ q^{n}}.
另外，若{\displaystyle a,b\in \mathbb {R} ^{+}}且{\displaystyle ab=\pi ^{2}}，則
{\displaystyle a^{1/4}e^{-a/12}\phi (e^{-2a})=b^{1/4}e^{-b/12}\phi (e^{-2b}).}

## 特殊值
以下的恆等式是來自斯里尼瓦瑟·拉马努金的筆記：
{\displaystyle \phi (e^{-\pi })={\frac {e^{\pi /24}\Gamma \left({\frac {1}{4}}\right)}{2^{7/8}\pi ^{3/4}}}}
{\displaystyle \phi (e^{-2\pi })={\frac {e^{\pi /12}\Gamma \left({\frac {1}{4}}\right)}{2\pi ^{3/4}}}}
{\displaystyle \phi (e^{-4\pi })={\frac {e^{\pi /6}\Gamma \left({\frac {1}{4}}\right)}{2^{{11}/8}\pi ^{3/4}}}}
{\displaystyle \phi (e^{-8\pi })={\frac {e^{\pi /3}\Gamma \left({\frac {1}{4}}\right)}{2^{29/16}\pi ^{3/4}}}({\sqrt {2}}-1)^{1/4}}
利用五邊形數定理，將求和积分對調，再利用複數解析方式，可以得到：
{\displaystyle \int _{0}^{1}\phi (q)\,\mathrm {d} q={\frac {8{\sqrt {\frac {3}{23}}}\pi \sinh \left({\frac {{\sqrt {23}}\pi }{6}}\right)}{2\cosh \left({\frac {{\sqrt {23}}\pi }{3}}\right)-1}}.}

## 參照
- 歐拉函數（也稱為歐拉商數）